# Вольтрон
Вольтро́н — название двух составных гигантских роботов и название аниме-сериалов и серии комиксов про каждого из них. Впервые появился на экранах в 1980-х годах в Японии в сериалах Hyakujuu-ou Golion (яп. 百獣王ゴライオン Хякудзю:о: ГоРайон, «Повелитель сотни зверей Голион/ПятиЛев») и Kikou Kantai Dairugger XV (яп. 機甲艦隊 ダイラガーXV Кико: Кантай Дайрага: Фифути:н, «Бронефлот Дайраггэр-15»).
Американская версия объединила эти два сериала в один: «Вольтрон: Защитник Вселенной». В нём была изменена последовательность серий и вырезаны некоторые сцены. Существует два почти самостоятельных сезона — Lion Force Voltron и Vehicle Team Voltron, приблизительно соответствующих изначальным сериалам. Специально для западной аудитории у компании Toei Animation были заказаны 20 дополнительных серий, являющихся продолжением Lion Force Voltron. К Vehicle Team Voltron вышел сериал продолжительностью 50 минут — Fleet of Doom. В 1990-х годах по американскому телевидению демонстрировался ещё один сериал про Вольтрона: Voltron: The Third Dimension, являющийся одним из первых в истории фильмов с использованием CGI-технологий. В июне 2016 года вышел ремейк сериала от студии DreamWorks под названием «Вольтрон: Легендарный защитник», содержащий 11 серий с улучшенной графикой. 

## Производство
Шоу было создано продюсерами Питером Кифом и Джоном Тэйчманном при сотрудничестве World Events Productions и японской студии Toei Animation. В Америке решили делать адаптацию, подстроив сюжет под западную культуру, написав целиком новые диалоги и переведя аудиодорожки в стерео-формат. Изначально планировалось адаптировать аниме Mirai Robo Daltanious, но Toei неправильно поняла запрос об «аниме со львом» и по ошибке отправила в США Hyakujuu-ou GoLion. World Events Productions это аниме, однако, понравилось, и было решено адаптировать именно его. Стартовав 10 сентября 1984 года, шоу быстро стало хитом и возглавило синдикацию среди детских телепередач США середины 1980-х. Это привело к созданию второго сезона адаптации, основанного на аниме Kikou Kantai Dairugger XV, но этот Вольтрон (негласно он был назван Машинным, в то время как первый Вольтрон — Львиным) получился не таким успешным. Задумывалась и третья часть, основой которой стало бы аниме Light Speed Electric God Albegas, но планы свёрнулись, когда Toei и World Events Productions приступили к созданию дополнительных 20 эпизодов к сюжету первого «Вольтрона». Впрочем, они тоже не снискали успеха, так как качество оказалось значительно ниже из-за того, что Toei отдала заказ на производство другой студии из Южной Кореи.
10 сентября 1986 года, ровно через два года после премьеры, Toei и World Events Productions выпустили полнометражный мультфильм Voltron: Fleet of Doom, который задумывался как связка между Львиным Вольтроном и Машинным, и должен был сюжетно подвести финал первого сезона ко второму, где встречались команды обоих Вольтронов. Фильм создавался для международных телепоказов, но в Японии никогда не демонстрировался и, оказавшись в эфире после полного завершения сериала, получился больше эпилогом.
Во время оригинальной трансляции в США серии Львиного и Машинного Вольтрона чередовались между собой, из-за чего у зрителей нередко возникала путаница. 

## Мир
Действие саги о Вольтроне происходит в будущем. Вследствие перенаселенности освоенной Галактическим Альянсом области галактики (в том числе Солнечной системы — столичной системы Галактического Альянса) человечество и др. расы Галактического Альянса активно колонизируют остальную галактику. Управлением всеми колониями занимается Галактический Альянс.
На большом расстоянии от Земли существует монархическая планета Арус, над которой нависла угроза захвата империей чужаков. На помощь Галактическим Альянсом туда было отправлено пятеро пилотов. Их задачей было найти и пробудить пять роботов-львов, базирующихся на Арусе. С помощью этих роботов, вместе способных трансформироваться в Вольтрона-льва (также Львиного Вольтрона), пилоты должны были защитить планету.
В то же время Галактический Альянс создал другого робота-Вольтрона, составляющегося из 15 малых звездолетов. Этого робота отправили сопровождать космический корабль «Исследователь», вместе с которым Вольтрон должен был разыскать новые планеты, пригодные для жизни людей и др. рас Галактического Альянса.

## Список медиа
- «Hyakujuu-ou Golion»
- «Kikou Kantai Dairugger XV»
- «Вольтрон» («Вольтрон: Защитник Вселенной»)
- «Light Speed Electric God Albegas» (光速電神アルベガス — «Kōsoku Denjin Arubegasu»)
- «Voltron: The Fleet of Doom» — В 1986 году компания «World Events» заказала у «Toei Animation» этот дополнительный спешиал, состоящий из полностью новых сцен и небольшого количества вырезанных сцен из «GoLion» и «Dairugger». Сделанное для международного рынка, это дополнение не было выпущено в Японии.
- «Вольтрон: Третье измерение» («Voltron: The Third Dimension») — Этот сериал был выпущен в 1988 году. Он является одним из первых фильмов, созданных на основе компьютерных технологий. Во многом он похож на «Львиный Вольтрон», но дизайн некоторых персонажей был изменён. Сериал является сиквелом к аниме. Среди инструментов, использованных для пересечения бреши, была официальная звездная карта, созданная Шаннон Мюир и законченная в сотрудничестве с «World Events Productions». После сериала «Вольтрон: Третье измерение» «World Events Productions» вернулась к рисованию и разработке более традиционных сериалов в попытке поймать дух оригинала.
- Вольтрон — фильм продюсера Марка Гордона («Анатомия страсти», «Лига выдающихся джентльменов»). На экранах кинотеатров он должен был появиться в 2009 году, однако из-за судебных тяжб его выход был отложен.
- «Interactive Voltron Series» — новый анимационный сериал, изначально планировавшийся на выход в конце 2005 года. Его выпуск был объявлен компанией «Kickstart Productions». Сценарии серий должны быть написаны Томом Пугсли и Грегом Клайном.
- «Вольтрон: Легендарный защитник» — Американский анимационный веб-сериал, запущенный в 2016 году.
- Комиксы

В 1985 году «Modern Comics», отдел «Charlton Comics», спродюсировал три выпуска комиксных мини-серий, основанных на аниме, посвящённом Львиному Вольтрону.
Львиный Вольтрон недавно был временно возрожден в печати от «Devil’s Due Publishing», под печатью «Image Comics». После пяти выпусков мини-сериалов (с превью-выпуском 0 из «DreamWave») «DDP» начала сама публиковать «Voltron» как Vol. 2. Сериал продлился ещё одиннадцать выпусков. Серия прекратила выпускаться в 2005 году из-за плохих продаж и потери интереса у покупателей. В настоящее время «Devil’s Due» до сих пор удерживает права на публикацию комиксов о Вольтроне.

## Персонажи

### Роботы
- Львиный Вольтрон (Вольтрон Дальней Вселенной) (Голион)

В серии комиксов, выпущенных «Devil’s Due», рассказывается история появления львов на Арусе. Изначально Вольтрон был единым машинным интеллектом. Он не разделялся на пять частей и имел «нормальные» руки и ноги. Робот был обманут Хаггар и заманен на чёрную комету с особенной силой притяжения. По своим характеристикам эта комета похожа на Омегу, комету из аниме-сериала. На поверхности кометы Вольтрон был атакован Хаггар и как-то разделился на пять частей. Они и стали пятью «львами». 
Вольтрон разделяется на пять пилотируемых роботов-львов:
1. Чёрный лев — при объединении в Вольтрона трансформируется в туловище и голову Вольтрона. Управляется Кейтом, но в одной из серий был выкраден Алурой.
2. Красный лев — при объединении в Вольтрона трансформируется и становится правой рукой Вольтрона. Управляется Лэнсом, но в одной из серий, когда Лэнсу пришлось использовать Голубого льва, его пилотировала Алура.
3. Зелёный лев — при объединении в Вольтрона трансформируется и становится левой рукой Вольтрона. Пилотируется Пиджем. Однажды управлялся Кейтом, когда ещё не был найден ключ от Чёрного льва.
4. Голубой лев — при объединении в Вольтрона трансформируется и становится правой ногой Вольтрона. Первые шесть серий пилотировался Свеном, затем Алурой (Свен ещё раз управлял им в последних сериях). Пилотировался Кейтом, когда Алура отправилась на прогулку на Чёрном. Корану и няне также довелось однажды вместе управлять Голубым львом. Когда Алура заболела, Лэнс отправился на нём на другую планету за специальными цветами, из-за особого магнитного поля там мог приземлиться только Голубой лев.
5. Жёлтый лев — при объединении в Вольтрона трансформируется и становится левой ногой Вольтрона. Всегда пилотировался только Ханком.

- Транспортный Вольтрон (Вольтрон Ближней Вселенной) (Даируггэр XV)

Команда нового Вольтрона состоит из 15 человек и подразделяется на три опергруппы, известные как команды Земли, Воздуха и Воды. Каждая команда специализируется на добыче информации, проведении исследований или сражениях в своей зоне специализации. Каждая команда может объединить свои корабли в большую боевую машину. Эти машины называют: The Aqua Fighter (Водный Истребитель), The Turbo Terrain Fighter (команда Земли, также Наземный Истребитель), The Strato Fighter (Воздушный Истребитель).
- Strato Fighter (Ку Руггер): машина команды Воздуха.
  - Command Jet Explorer (Rugger 1): управляется Джеффом, формирует голову робота
  - Strato Weapons Module (Rugger 2): управляется Роки.
  - Advanced Recon Helicopter (Rugger 3, красный): управляется Воло.
  - Advanced Recon Helicopter (Rugger 4, сине-красный): управляется Чипом.
  - Falcon VT Fighter (Rugger 5): управляется Джинджер.
- Aqua Fighter (Кай Руггер): машина команды Воды.
  - Communications Module (Rugger 6): управляется Криком.
  - Space Prober (Rugger 7, красный): управляется Лизой.
  - Space Prober (Rugger 8, сине-жёлтый): управляется Тагором.
  - Multi-Wheeled Explorer (Rugger 9, с красными метками): управляется Шэнноном.
  - Multi-Wheeled Explorer (Rugger 10, с желтыми метками): управляется Зэнди.
- Turbo-Terrain Fighter (Рикку Руггер): машина команды Земли.
  - Jet Radar Station (Rugger 11): управляется Клиффом.
  - Rotating Personnel Carrier (Rugger 12, с синими метками): управляется Киндой.
  - Armored Equipment Carrier (Rugger 13, с красными метками): управляется Модоком.
  - All-Terrain Space Vehicle (Rugger 14, жёлтый): управляется Марвином.
  - All-Terrain Space Vehicle (Rugger 15, чёрный): управляется Хутчем.

Всякий раз, когда это нужно, 15 кораблей состыковываются в Вольтрона. Этот Вольтрон в игрушечной линии известен как «Вольтрон I» (также известен как «Транспортная команда»), возможно благодаря тому, что его действия в сериале происходили ближе к Земле, чем у более популярного «Вольтрона III».

В соответствии с предысторией, созданной «World Events Productions», Транспортный Вольтрон был сконструирован в результате консультаций Галактического Альянса с королём планеты Арус Альфором ещё до его смерти. Дизайн нового Вольтрона был улучшен в сравнении с оригинальным Львиным Вольтроном.

В ранних сериях сезона замечается, что Транспортный Вольтрон может стабильно работать в собранном состоянии не более пяти минут. Однако в последующих сериях указаний на это ограничение нет.
- Вольтрон-Гладиатор (Вольтрон Средней Вселенной)

Планировался выпуск ещё одного сезона про Вольтрона. Он должен был основаться на сериале «Light Speed Electric God Albegas» (光速電神アルベガス — Kōsoku Denjin Arubegasu). Это аниме посвящено трем небольшим гуманоидным роботам (названным Альфа, Бета и Гамма), которые могут комбинироваться в Вольтрона. Но из-за сильной популярности Львиного Вольтрона, вялой реакции публики на Транспортный Вольтрон и низкой популярности «Albegas» в Японии «World Events Productions» (компания, базирующаяся в Сент-Луисе, которой принадлежат права на оба сериала о Вольтроне) в конце концов решила не выпускать новую параллельную сагу о Вольтроне.
- Mouse Plane / Мышиный Вольтрон (Готу): управляется мышами.
- Замок львов (Мехакрепость) / Летающая крепость (Летающая Мехакрепость) — база и дом пилотов Львиного Вольтрона. Незадолго до конца сериала превращается в летающий замок, управляемый Кораном.

### Пилоты Львиного Вольтрона
- Командир Кейт Акира Когане (яп. 黄金旭 Коганэ Акира). Лидер команды Вольтрона. Спокойный и уверенный в себе человек. Большую часть своего времени проводит, обдумывая стратегии, решения и просто являясь лидером. Ему приблизительно 21-23 года. Его хобби — чтение книг. Часто его можно найти занимающегося этим или в своей комнате, или в комнате отдыха пилотов. В оригинальном аниме-сериале носит красную униформу (в «Voltron: The Third Dimension» — чёрную). Пилотирует Чёрного Льва, при трансформации становящегося туловищем Вольтрона. Ему, судя по всему, нравится принцесса Алура и он старается всеми силами защищать её. Согласно «Voltron: The Third Dimension», его сильнейшим страхом является то, что принцесса Алура будет вынуждена выйти замуж за принца Лотора.

Сэйю: Кадзухико Иноуэ
- Лэнс Чарльз МакКлэйн (Исаму Куроганэ (яп. 黒鋼勇 Куроганэ Исаму)). Второй в команде Вольтрона, управляет Красным Львом, становящимся правой рукой Вольтрона, и носит синюю форму в оригинальном сериале и металлическую красную в «Voltron: The Third Dimension». Высокий мужчина, гибкий и хитрый, около 21-23 лет. Лэнс постоянно разыгрывает и дразнит остальных при первой же возможности. Он единственный в группе, кто может оспаривать команды Кейта. Он также заядлый ловелас и великолепный пилот, несмотря на то, что иногда слишком дерзкий.

Сэйю: Юу Мидзусима
- Дарелл «Пидж» Стокер (Хироси "Тиби" Судзуиси (яп. 錫石「チビ」宏 Судзуиси «Тиби» Хироси)): Пидж - самый молодой и маленький в команде; он управляет Зелёным Львом, становящимся левой рукой Вольтрона, и носит зелёную униформу. Ему приблизительно 12 лет. Пидж окончил академию в молодом возрасте. Его специальностью является наука. Как и другие, он хорошо натренирован в боевых искусствах и использует свой размер в бою. Пидж не боится высказывать своё мнение, особенно злодеям, и его сердце часто в его словах. У Пиджа есть брат, Чип, являющийся членом Воздушной команды Транспортного Вольтрона.

Сэйю: Масако Нодзава
- Свен Холгессон (Такаси Сироганэ (яп. 銀貴 Сироганэ Такаси)): Свен, норвежский пилот, изначальном был заместителем Кейта, управлял Синим Львом и носил чёрную форму в самом начале сериала. В шестой серии он был серьёзно ранен во время атаки Хаггар и был отослан на планету Эбб на лечение. В японской версии он был убит. Алура заменила его в кресле пилота Синего Льва. Он ровесник Кейта. Эбб был атакован силами Лотора и Свен был захвачен в плен. Он проводил время в плену вместе с кузиной Алуры с планеты Поллукс принцессой Ромеллой. После их побега Свен был переназначен на планету Поллукс с принцессой Ромеллой и принцем Бэндором, другим королевским кузеном Алуры. Свен всегда очень спокоен и замкнут и говорит только когда у него есть что важного сказать. Несмотря на то, что он не показывает этого, он очень эмоциональный человек и его сердце всегда управляет им во всех решениях.

Сэйю: Рюсэй Накао
- Принцесса Алура (Принцесса Фарла (яп. ファーラ姫 Фара-химэ)): Принцесса Аруса Алура — правительница Королевства Альтаир (по большому счету, всей планеты). Она заменила Свена в качестве пилота Синего Льва, трансформирующегося в правую ногу Вольтрона. Алура носит розовую униформу в оригинальном сериале и металлическую синию в «Voltron: The Third Dimension». Её возраст около 18-20 лет. Несмотря на некоторую наивность, особенно в её представлениях о любви, Аллура обладает железной волей, и она в силах править своей планетой, несмотря на то, что некоторые, например, Коран и няня, часто не согласны с этим. Она может общаться со своим отцом, королём Альфором.

Сэйю: Румико Укаи
- Цуёси «Ханк» Гаретт (Цуёси Сэйдо (яп. 青銅強 Сэйдо Цуёси)): Ханк - самый сильный человек в команде, управляет Жёлтым Львом, трансформирующимся в левую ногу Вольтрона. Носит оранжевую униформу в оригинальном сериале и металлическую жёлтую в «Voltron: The Third Dimension». Ему около 24-26 лет. Он может выглядеть грубым и скупым, но у него мягкое сердце, особенно по отношению к детям. Он никогда не опаздывает к еде. Несмотря на то, что друзья дразнят его из-за его аппетита, большая часть тела Ханка — это его мускулы.

Сэйю: Тэссо Гэнда

### Пилоты Транспортного Вольтрона

#### Команда Воздуха
Униформа команды Воздуха темно-синия и белая.
- Джефф Дуканэ (Манабу): Главный персонаж сезона. Его корабль формирует голову робота. Лидер Команды Воздуха и всей машины Voltron Force, Джефф горяч, иногда вспыльчив, но все же он смелый и очень способный лидер, пусть и не всегда следующий правилам. Хотя диалоги в первых эпизодах намекают на некие отношения между ним и Джинджер, дальнейшие серии предполагают романтическую линию между ним и Лизой, так же, как это было с их коллегами из «Dairugger XV».
- Роки: Член команды родом из Бруклина, обычно описываемый фанатами как «наибольшая часть» машины Voltron Force. Управляет космическим оружейным модулем, при трансформации становящимся верхней частью туловища Вольтрона.
- Воло: Голубокожий член Команды Воздуха с очень малой значимостью в сериале. Управляет Усовершенствованным Разведочным Геликоптером, становящимся при необходимости правой рукой Вольтрона.
- Чип Стокер: Член Команды Воздуха и самый юный управляющий машиной Voltron Force, Чип ещё и брат-близнец Пиджа, несмотря на некоторые отличия во внешности. Хотя Чип не часто находится в фокусе действий, его смело можно назвать «центром принятия решений» всей команды, примерно так же, как Пидж для Lion Force. Управляет расширенным разведывательным геликоптером, становящимся левой рукой Вольтрона.
- Джинджер: Член Команды Воздуха. Несмотря на её крикливость, Джинжер - смелая и способная, отдала себя на борьбу за достойное дело с тех пор, как в детстве стала свидетельницей смерти родителей при взрыве астрокорабля. Управляет машиной Falcon VT Fighter, при трансформации образующей нагрудную пластину Вольтрона.

#### Команда Воды
Униформа команды Воды морского синего и аквамаринового цветов.
- Крик: Крик родом с неназванной водной планеты является также лидером Команды Воды. Говорит с неизвестным инопланетным акцентом, обладает способностями провидения, что позволяет ему предсказывать всяческие бедствия. Является пилотом коммуникационного модуля, становящегося при необходимости левым бедром Вольтрона.
- Лиза: Добрый и сострадательный член водной команды. Очень хорошо разбирается в древних культурах и, кажется, всегда знает, что нужно сказать другим. Скорее всего, она находится в отношениях с Джеффом, как и их коллеги «Dairugger XV». Она управляет модулем Space Prober, который при необходимости становится правым бедром Вольтрона.
- Тагор: Один из членов Vehicle Voltron Force, который не упоминается в сюжете подробно, являясь фоновым персонажем. Тагор пилотирует Space Prober, который при необходимости образует левое бедро Вольтрона.
- Шэннон: Член Команды Воды с ирландским акцентом. Как и Джинжер, он сражается за правое дело, так как его  брат находится в плену Империи на Планете Гибели. Управляет Multi-Wheeled Explorer, при необходимости становящимся правой голенью Вольтрона.
- Зэнди: Один из второстепенных персонажей сезона. Зэнди пилотирует Multi-Wheeled Explorer, становящийся левой голенью Вольтрона.

#### Команда Земли
Униформа Команды Земли красная с белым.
- Клифф: Лидер Команды Земли. Говорит с сильным австралийским акцентом, иногда склонен к чёрному юмору. Управляет Jet Radar Station, формирующим среднюю часть туловища Вольтрона.
- Синда: Член Команды Земли. Сострадательная и добрая, как и Лиза, особенно когда дело касается природы. Инопланетянка с водяной планеты, как и Крик. Управляет Rotating Personnel Carrier, формирующим правое предплечье Вольтрона.
- Модок: Старший по возрасту член Команды Земли, которого можно описать как «нежного громилу». Управляет Armored Equipment Carrier, образующим левое предплечье Вольтрона.
- Марвин и Хутч: Хорошие друзья и члены команды Земли. Обычно в сериале всегда показываются вместе, играя в карты или подшучивая друг над другом. Если Марвин обычно шутник, то Хутч вечно ищет драку. Они пилотируют All-Terrain Space Vehicles (#14 and #15), которые, соответственно, формируют правую и левую стопы Вольтрона.

### Другие персонажи

#### Львиный Вольтрон
- Мыши: Мыши - это пастельно-нарисованные мыши, обладающие интеллектом выше звериного, бывшие друзьями Алуры в детстве. Они часто озорничают и вредничают, но иногда оказываются полезными. Мышей всего пятеро, но пятая мышь появляется редко до последних серий, возможно потому что не родилась или была слишком мала в начале аниме. Большая голубая мышь, большая розовая мышь, две средние по размеру голубые мыши и пятая, самая маленькая голубая мышка. В фильме имена мышей часто путаются, за весь сериал их называли такими именами: Читтер, Чеддар, Чизер, Чези, Пип, Сквик, Мауси, Принц, Тоади, Инки и Суки. В конце мыши носили маленькие оранжевые копии формы пилотов Вольтрона и управляли машиной, называвшейся Mouse Plane, который мог трансформироваться в комиксо-выглядящий Мышиный Вольтрон. В комиксах «Image» и «Devil’s Due» мыши были кибернетическими роботами, созданными для Алуры её отцом.
- Коран (Раиблэ): Коран — королевский советник Алуры, а также он отвечает за управление замком. Он также советует Силам Вольтрона, он очень мудрый, но временами он может быть очень упрямым. Он также командир экипажа львиного замка, когда замок стал центром защитников и тем более когда он трансформировался в Меха Крепость.

Сэйю: Юдзи Фудзисиро,в американской версии- Питер Каллен
- Няня (Хису): Няня заботится и опекает Алуру, она постоянно пытается решать всё за принцессу. Как и Коран, Няня присматривает за Алурой и старается держать её как можно дальше от всего, что только может повредить ей. В японской версии она погибает, защищая Корана. В американской (и русской соответственно) эта сцена была вырезана.

Сэйю: Кадзуё Аоки
- Принцесса Ромелла (принцесса Омувэи): Принцесса Ромелла — кузина Алуры, живущая на планете Поллукс, где она является соправительницей со своим братом, принцем Бэндором. Она внешне копия принцессы Алуры. Попав в рабство к Лотору, Свен помог ей спастись, и вместе они сражались за её людей против империи друлов. Они со Свеном влюбились друг в друга и «жили долго и счастливо» на Поллуксе (этим её судьба резко отличается от оригинальной японской версии, где Сироганэ Такаси — Свен — погиб, а в конце сезона появился его брат-близнец).
- Король Альфор (король Раймон): Король Альфор — покойный отец Алуры, предыдущий правитель Аруса. В прошлом король Альфор участвовал в битве против короля Заркона в Зохарской долине на Арусе. Он трагически погиб в тот день. Его тело было помещено в королевскую усыпальницу, расположенную под замком. Теперь он часто возвращается в мир живых в качестве призрака, чтобы дать совет своей дочери, как выстоять в её борьбе за мир на Арусе и в галактике. Королю Альфору приписывают создание Вольтрона в американской версии, но не в японской.

Сэйю: Махито Цудзимура, в американской версии-Питер Каллен

#### Транспортный Вольтрон
- Командор Джеймс Хокинс: Командир S. S. Explorer - Джеймс Хокинс, отдающий все приказы машине Voltron Force. Твердый и спокойный, Хокинс намерен решить дело миром, несмотря на большое количество ударов в спину от противника. Озвучил Питер Каллен.
- Космический маршал Грахам: Верховный главнокомандующий Галактического Альянса. Вместе с командором Стилом, он обычно проводит встречи, связанные с конфликтом с Империей-антагонистом.
- Командор Стиле: Высокопоставленный чиновник Galaxy Alliance. Вместе с космическим маршалом Грахамом он обычно проводит встречи, обсуждая текущие ситуации, связанные с войной с Империей Друле. Он играет более активную роль в конфликте к концу сериала.
- Капитан Ньюли: Капитан S.S. Explorer и хороший друг командира Хокинса. В середине сериала его переводят обратно в Галактический Гарнизон на Землю, но это не останавливает его борьбу против злобной империи-антагониста.
- Профессор Пейдж: Главный ученый «Исследователя» и исполняющий обязанности врача, он может сказать тебе все о планете и даже о её культуре, просто исследовав артефакт с данной планеты.

### Злодеи и антагонисты

#### Львиный Вольтрон
- Король Заркон (King Zarkon), в оригинальном сериале Дайбазаал — главный антагонист, правитель планеты Смерти. В одной из последних серий GoLion был превращен в робота-зверя и погиб в бою. В американской версии спасся, покинув поле боя на спасательном корабле, Сейю — Томита Косэй.
- Принц Лотор — сын Заркона, позднее занял место убитого Юрака. Один из основных антагонистов сериала. Имеет длинные белые волосы и глаза с кошачьими зрачками. Мечтает стать правителем планеты Смерти. Носит крылатый шлем, похожий на секиру. Хорошо дерётся мечом. Первое появление в сериале — серия «Последний бой Юрака». Влюблён в Алуру, чем очень недоволен его отец.
- Юрак (Yurak) — командир армии планеты Смерти. Из-за постоянных поражений был превращён в робота-зверя и погиб в 13 серии. В оригинальном сериале и ремейке его зовут Саддак.
- Ведьма Хаггар (Haggar, Honevra) — колдунья Заркона, занимается созданием роботозверей. Старуха с тёмным лицом, одетая в чёрный балахон с капюшоном. Имеет магические посох, шар и любимца-кота, которого использует в качестве лазутчика. Предпочитает передвигаться на кораблях, по форме напоминающих гроб. В оригинальном сериале Go Lion была матерью Дайбазаала и бабушкой кронпринца Синклайна.
- Коссак Ужасный (Cossack) — занимается захватом рабов. Носит рогатый шлем. В новом переводе канала 2х2 назван Козаком.
- Мерла — злая королева, на которой Заркон хотел женить своего сына. Появляется в последних сериях.

#### Транспортный Вольтрон
- Командир Хазар — изначально один из основных антагонистов второго сезона. Позднее пришёл к выводу о необходимости мира с альянсом. Имеет семью . Ударение в имени в разных переводах разное (перевод 90-х годов - ударение на первое А, перевод 2х2 - на второе А)
- Канцлер Мозак — отец Хазара, видный чиновник.
- Дорма — дочь Мозака, сестра Хазара.
- Трокк.
- Зейбор — в оригинале погиб в бою, в данном сериале попал в плен.
- Нерок — самый упитанный и амбициозный из всех антагонистов.
- Маршал Кизор — занял место Хазара после его понижения.
- Монго — соратник Хазара .
- Боргум
- Император Зеппо: На протяжении большей части сериала все, что мы когда-либо видели о Зеппо, - это его портрет, украшающий каждый командный корабль друлов. Лишь намного позже он представлен во плоти на заседаниях Высшего совета друлов. Ни один другой друл не имеет более высокого королевского ранга, чем Император. Когда наконец произошло освобождение планеты Друл, Зеппо спокойно стоял в стороне, пока Хазар лично сверг его с трона. Таким образом, с этого момента Хазар сразу же был избран правителем. Зеппо и Трок тихо покинули умирающую планету. Вскоре после неизбежного разрушения планеты Друл освобожденные граждане были перемещены на новую планету Галактическим Альянсом. Как только они там обосновались, Зеппо и Трок создали приманку, чтобы отвлечь силы Вольтронов, в то время как остатки Империи Друл захватили планету и вернули контроль над своим народом. Император Зеппо снова взял власть. Возможно, это привело бы ко второму сезону сериала «Транспортного Вольтрона», если бы WEP решили анимировать свои собственные эпизоды, как это было с сериалом «Львиного Вольтрона».